# Statpipe
Statpipe är en naturgasrörledning (pipeline) i Nordsjön. Operatör är Gassco och TSP (Technical service provider) är Statoil.

## Historia
Från olje- och gasfältet i Statfjord behövdes en bra transportlösning av naturgas. Därför tog Stortinget den 10 juni 1981 beslut om att bygga en pipeline mellan nordsjöoljefälten Gullfaks, Heimdal, Statfjord och Veslefrikk till Kårstø (norr om Stavanger) på det norska fastlandet. Ledningen skulle sedan fortsätta vidare ner till Draupner för att till sist nå Ekofiskfältet och där kopplas ihop med Norpipe som sedan tidigare gick till gasterminalen i Emden, Tyskland och försåg kontinenten med naturgas. Statpipe var Statoils första stora operatörsuppdrag och en betydande del i den petroleuminfrastruktur som byggdes upp i Nordsjön. Klockan 07.52 25 mars 1985 nådde den första gasen från Statfjord Kalstø för att på dagen fyra månader senare efter omfattande fackling nå Kårstø. 13 år senare, 1998 byggde man en 15,8 km lång ledning förbi Ekofiskfälet och kopplade istället Statpipe direkt på Norpipe strax söder om fältet.

## Tekniska specifikationer
Statpipe består av 4 ihopkopplade rörledningar med en sammanlagd längd på 906 km. Den första är på 306 km och går från Statfjord till Kårstø. Diametern är 0,76 meter. Nästa ledning går till Draupner S och är 228 km lång och har en diameter på 0,7 meter. Från fältet i Heimdal går en 155 km lång ledning ner till Draupner S. Diametern för denna är hela 0,9 meter. Från Draupner S går sedan den sista delen av röret den 213 km långa sträckan ner till Ekofisk, även denna är 0,9 meter i diameter. Transportkapaciteten på systemet är ungefär på 10 miljarder m³ per år vilket motsvarar ungefär 100 Twh.